# A Division 1943-1944 (Irlanda)
La stagione 1943-1944 è stata la ventitreesima edizione della League of Ireland, massimo livello professionistico del calcio irlandese.

## Classifica finale
|  |    | Classifica finale 1943-1944 | Pt | G  | V | N | P  | GF | GS | DR  |
|  | -- | --------------------------- | -- | -- | - | - | -- | -- | -- | --- |
|  | 1. | Shelbourne                  | 21 | 14 | 9 | 3 | 2  | 32 | 22 | +10 |
|  | 2. | Limerick                    | 20 | 14 | 8 | 4 | 2  | 34 | 19 | +15 |
|  | 3. | Shamrock Rovers             | 15 | 14 | 5 | 5 | 4  | 38 | 27 | +11 |
|  | 4. | Dundalk                     | 15 | 14 | 6 | 3 | 5  | 21 | 19 | +2  |
|  | 5. | Cork Utd                    | 14 | 14 | 6 | 2 | 6  | 36 | 28 | +8  |
|  | 6. | Drumcondra                  | 14 | 14 | 6 | 2 | 6  | 24 | 28 | -4  |
|  | 7. | Bohemians                   | 10 | 14 | 4 | 2 | 8  | 25 | 31 | -7  |
|  | 8. | St. James's Gate            | 3  | 14 | 1 | 1 | 12 | 12 | 47 | -35 |

### Verdetti
- Shelbourne campione d'Irlanda 1943-1944.

## Statistiche

### Squadre
- Maggior numero di vittorie:  Shelbourne (9)
- Minor numero di sconfitte:  Shelbourne e  Limerick (2)
- Migliore attacco:  Shamrock Rovers (38 gol fatti)
- Miglior difesa:  Limerick e  Dundalk (19 gol subìti)
- Miglior differenza reti:  Limerick (+15)
- Maggior numero di pareggi:  Shamrock Rovers (5)
- Minor numero di pareggi:  St. James's Gate (1)
- Maggior numero di sconfitte:  St. James's Gate (12)
- Minor numero di vittorie:  St. James's Gate (1)
- Peggiore attacco:  St. James's Gate (4 gol fatti)
- Peggior difesa:  St. James's Gate (39 gol subìti)
- Peggior differenza reti:  St. James's Gate (-35)

### Capocannoniere
|  | Gol | Marcatore     | Squadra  |
|  | --- | ------------- | -------- |
|  | 16  | Sean McCarthy | Cork Utd |